# Almanahul Cațavencu
Almanahul Cațavencu este o publicație anuală lansată în anul 1995
de trustul de presă Academia Cațavencu.